# Mediensystem
Mediensystem ist ein Begriff aus der Publizistik- und Kommunikationswissenschaft. Die Produktion massenmedialer Aussagen erfolgt innerhalb bestimmter politischer, ökonomischer und sozialer Rahmenbedingungen, die gegenwärtig zumeist nationalstaatlich geprägt sind. Die Konfiguration der Massenmedien lässt sich idealtypisch als Mediensystem zusammenfassen.

## Begriff
Die Grundlage für den Mediensystembegriff stellen die Medien dar. Werden diese als soziale Organisationen – statt als bloße technische Artefakte – definiert und wahrgenommen, bilden sie in ihrer Gesamtheit ein Mediensystem. 
Mediensysteme setzen sich, der Systemtheorie folgend, aus verschiedenen Subsystemen – wie Print, Rundfunk oder Online-Medien – zusammen, die sich ihrerseits erneut in Subsysteme mit weiteren Subsystemen zerlegen lassen. Die einzelnen Fernsehsender
und ihre jeweiligen Redaktionen stellen ein Beispiel hierfür dar.
Durch die hohe Eingebundenheit der Medien liegt immer ein Wechselspiel zwischen Medien und den ökonomischen, politischen, sozialen und kulturellen Gegebenheiten einer Gesellschaft vor. Neben diesen Faktoren werden Mediensysteme außerdem durch „das Recht, die Geografie, die Sprachkulturen, das politische System, die Wirtschaftsverfassung und de[n] gegebene[n] Stand der Medientechnologie und seiner Verbreitung“ beeinflusst.

## Mediensysteme in Nationalstaaten
Selbst unter der Bedingung einer medienökonomischen Globalisierung wird überwiegend das Kriterium Nationalstaat zur Bestimmung des Umfangs eines Mediensystems verwendet. So ließe sich beispielsweise ein deutsches, ein britisches oder ein französisches Mediensystem betrachten. Aber auch die Vorstellung eines europäischen Mediensystems ist behandelbar und gewinnt, geht man von einer Europäisierung der Mediengesellschaft (zum Beispiel innerhalb der EU) aus, zunehmend an Bedeutung.

## Vergleichende Mediensystemforschung

### Siebert, Peterson und Schramm: Four Theories of the Press
Überblick über die vier Mediensystemmodelle nach Siebert, Peterson und Schramm:
|                    | Kommunismus-Modell                       | Autoritarismus-Modell               | Liberalismus-Modell     | Sozialverantwortungsmodell             |
| ------------------ | ---------------------------------------- | ----------------------------------- | ----------------------- | -------------------------------------- |
| Aufgabe der Medien | Stabilisierung und Expansion des Systems | Diener des Staates                  | Kontrolle der Regierung | Forum für Sozialkonflikte              |
| Medienkontrolle    | Kommunistische Partei                    | Lizenz nötig                        | Marktplatz der Wahrheit | Standards durch Berufsethik            |
| Medienbesitz       | Kommunistische Partei                    | Medienbesitz privat oder öffentlich | Medienbesitz privat     | Medienbesitz privat mit Public Service |

Eine Pionierarbeit der US-amerikanischen Autoren Fred S. Siebert, Theodore Peterson und Wilbur Schramm aus dem Jahre 1956 begründete die vergleichende Mediensystemforschung. Unter dem Titel „Four Theories of the Press“ entwickelten die Verfasser eine Typologie, welche die Unterteilung von Mediensystemen in autoritäre, liberale, sozialverantwortliche und kommunistische Typen zulässt. Kritisiert wurde diese Publikation, die später auch als „normativer Divergenz-Ansatz“ bezeichnet wurde, für ihre ideologische Komponente sowie den Mangel empirischer Belege.

### Wiio: Contingency Model of Communication
1983 entwickelte Osmo Wiio das wesentlich komplexere Contingency Model of Communication, welches die ethnozentrierte Perspektive des Four Theories of the Press-Modells zumindest teilweise überwand. „Mit Hilfe dieser Typologie können mögliche Erscheinungsformen von Massenkommunikation analysiert und dann kategorisiert werden: Bedingungen, Umstände, Situationen für das Vorkommen und Kombinationen spezifischer externer Einflüsse auf die Medien und interner Einflüsse in den Medien.“
In dieser Typologie, die auch als „analytischer Kontingenz-Ansatz“ bezeichnet wird, werden die folgenden Dimensionen unterschieden: 
- offene und geschlossene Kommunikationssysteme
- öffentlicher und privater Medienbesitz
- zentralisierte und dezentralisierte Medienkontrolle
- das Recht zu senden und zu empfangen, welches entweder bei der Gesellschaft oder beim Individuum liegt.[8]

### Altschull: Der empirische Konvergenz-Ansatz
1989 veröffentlichte J. Herbert Altschull einen weiteren Ansatz. In der späteren Debatte erhielt dieser Ansatz die Bezeichnung „Empirischer Konvergenz-Ansatz“. Er fasste die Mediensysteme in drei Modellen zusammen:
- das westliche Markt-Modell
- das östliche Planmodell und
- das südliche Entwicklungs-Modell

Die Mediensysteme, die in diese Modelle eingeteilt werden konnten, wurden untereinander in den Kriterien Aufgaben, Ziele, Wertvorstellungen und Pressefreiheit verglichen. Er kam zu dem Ergebnis, dass es nur geringe Unterschiede gibt und die Medien den Interessen derer unterliegen, die sie finanzieren oder deren politischer Macht sie unterstehen. Die Pressefreiheit wird in der Intensität unterschiedlich verstanden und angewendet. In allen Modellen sind die Ideologie und die Wertvorstellungen Bestandteil der journalistischen Ausbildung.
In der weiteren Debatte wurde das Ergebnis in Hinblick auf die Pressefreiheit von Roger Blum kritisiert, welcher Mängel in der Argumentation feststellte.

### Blum: Der (erweiterte) pragmatische Differenz-Ansatz
2001 wurde am Institut für Kommunikations- und Medienwissenschaften der Universität Bern unter Leitung von Roger Blum der pragmatische Differenz-Ansatz entwickelt, der jedoch in der Literatur kaum Beachtung findet. Dieser Ansatz zeichnet sich durch seine internationale Vergleichbarkeit aus, da er nicht auf bestimmte Regionen beschränkt ist, zeigt aber deutliche Schwächen in der Operationalisierung der Dimensionen.
Der Ansatz unterscheidet die sechs folgenden Dimensionen: Regierungssystem, Medienfreiheit, Medienbesitz, Medienfinanzierung, Medienkultur sowie Medienorientierung. 
Diese Dimensionen können jeweils die Ausprägung liberale Linie, mittlere Linie oder regulierte Linie annehmen und bilden so sieben unterschiedliche Modelle: 
- das liberal-investigative Kommerzmodell (z. B. USA)
- das liberal-ambivalente Misch-Modell (z. B. Italien)
- das liberal-ambivalente Service public-Modell (z. B. Deutschland)
- das liberal-konkordante Service public-Modell (z. B. Schweiz)
- das kontrolliert-ambivalente Misch-Modell (z. B. Russland)
- das kontrolliert-konkordante Service public-Modell (z. B. Ägypten)
- das dirigent-konkordante Service public-Modell (z. B. China).

Blum selbst äußert kritisch: „Die Publikation des Buches von Hallin und Mancini hat gezeigt, dass auch der pragmatische Differenz-Ansatz Schwächen hat. Er bezieht zu wenig Dimensionen ein. Und er führt per saldo zu vielen Modellen.“ Deshalb entwickelte er den Ansatz weiter, in dem er drei Dimensionen hinzufügt: die politische Kultur, der politische Parallelismus und die Staatskontrolle über die Medien. Alle Dimensionen können nach wie vor die Ausprägungen liberal (A), mittel (B) oder reguliert (C) annehmen. So entstehen nun sechs statt sieben Modelle, die weltweit anwendbar sind.
| Dimension                       | Atlantisch-pazifisches Liberalismus Modell | Südeuropäisches Klientel-Modell | Nordeuropäisches Service public-Modell | Osteuropäisches Schockmodell | Arabisch-asiatisches Patriotenmodell | Asiatisch-karibisches Kommandomodell |
| ------------------------------- | ------------------------------------------ | ------------------------------- | -------------------------------------- | ---------------------------- | ------------------------------------ | ------------------------------------ |
| Regierungssystem                | A - Demokratisch                           | A - Demokratisch                | A - Demokratisch                       | A - Demokratisch             | B - Autoritär                        | C - Totalitär                        |
| Politische Kultur               | A - Polarisiert                            | B - Ambivalent                  | B - Ambivalent                         | B - Ambivalent               | C - Konkordant                       | C - Konkordant                       |
| Medienfreiheit                  | A - Zensurverbot                           | A - Zensurverbot                | A - Zensurverbot                       | B - Fallweise Zensur         | B - Fallweise Zensur                 | C - Permanente Zensur                |
| Medienbesitz                    | A - Privat                                 | B - Privat und Öffentlich       | B - Privat und Öffentlich              | B - Privat und Öffentlich    | B - Privat und Öffentlich            | B - Privat und Öffentlich            |
| Medienfinanzierung              | A - Durch Markt                            | B - Durch Markt und Staat       | B - Durch Markt und Staat              | B - Durch Markt und Staat    | B - Durch Markt und Staat            | B - Durch Markt und Staat            |
| Politischer Parallelismus       | A - Schwach                                | B - Mittel                      | A - Schwach                            | B - Mittel                   | C - Stark                            | C - Stark                            |
| Staatskontrolle über die Medien | A - Schwach                                | B - Mittel                      | A - Schwach                            | C - Stark                    | C - Stark                            | C - Stark                            |
| Medienkultur                    | A - Investigativ                           | B - Ambivalent                  | B - Ambivalent                         | B - Ambivalent               | C - Konkordant                       | C - Konkordant                       |
| Medienorientierung              | A - Kommerziell                            | B - Divergent                   | C - Service public                     | B - Divergent                | C - Service public                   | C - Service public                   |

### Ostini und Fung: Erweiterung der „Four Theories of the Press“
Jennifer Ostini und Anthony Y. H. Fung ergänzten 2002 das Modell der „Four Theories of the Press“ und betrachteten nicht nur das politische System, sondern nahmen auch den Journalisten selbst mit den Grundwerten und dem Selbstverständnis in den Fokus und kombinierten beide Aspekte. Die Einteilung der politischen Systeme in autoritär und demokratisch wurde aus dem ursprünglichen Ansatz von Siebert, Peterson und Schramm übernommen. Hinzu kam die Einteilung der Journalisten in die zwei Gruppen konservativ und liberal. Der ersten Gruppe wurde die Eigenschaft status-quo-orientiert, der zweiten Gruppe die Eigenschaft reformorientiert zugeordnet. Als weiteres Merkmal für eine Einordnung in die Kategorie konservativ kam hinzu, dass die Wertvorstellungen eher den Interessen des Unternehmens und des Staates untergeordnet wurden.
Als Ergebnis der Kombination entstanden vier Möglichkeiten einer Einordnung:
- demokratisch-konservativ
- demokratisch-liberal
- autoritär-konservativ
- autoritär-liberal[14]

Die Weiterentwicklung wurde in der Debatte dafür kritisiert, dass sie sich zu stark an der bereits kritisierten Theorie „Four Theories of the Press“ orientiert.

### Hallin und Mancini: Comparing Media Systems
Daniel C. Hallin und Paolo Mancini veröffentlichten 2004 das Buch Comparing Media Systems, in dem sie eine Unterteilung von Mediensystemen in nord- und zentraleuropäische bzw. demokratisch-korporatistische (z. B. Schweden), nord-atlantische bzw. liberale (z. B. USA) und mediterrane bzw. polarisiert-pluralistische (z. B. Griechenland) Mediensystemtypen vorschlagen. Diese Systematisierung erschien dann 2005 in gekürzter Fassung in einem Lehrbuch. Problematisch für einen internationalen Vergleich der Mediensysteme ist, dass das Modell ausschließlich auf die westlichen, industrialisierten Demokratien angewendet werden kann. 

Relation der Länder zu den drei Modellen (Hallin & Mancini, 2004)

Hallin und Mancini unterscheiden in ihrem Modell zwischen den vier medialen Dimensionen 
- Position der Presse
- Politischer Parallelismus
- Professionalisierungsgrad
- Staatskontrolle

sowie den vier politischen Dimensionen 
- Konfliktmuster
- Regierungsmuster
- Organisationsgrad
- Staatsrolle.

Sie bestimmen anhand dieser Matrix aus zwei Mal vier Dimensionen die Zugehörigkeit der 18 untersuchten Länder zu dem jeweiligen System. Die hierbei entstehenden Modelle gehen erstaunlicherweise mit klar abgrenzbaren geografischen Räumen einher: dem nord- und zentraleuropäischen, dem nord-atlantischen sowie dem mediterranen Raum.

### Yin: Modellierung für den ostasiatischen Raum
Die 2008 von Yin veröffentlichte Arbeit verglich die Mediensysteme von Ostasien. Die grundlegenden Aspekte waren Freiheit und Verantwortung.
Kritisiert wurde der Ansatz, weil die Begriffe nicht eindeutig festgelegt sind und die Ergebnisse trotz richtiger Einordnung im Widerspruch zu den empirischen Erkenntnissen stehen.

## Belege
1. ↑  Vgl. Tilly, Charles (2000): Coercion, Capital, and European States, AD 900–1990, Malden: Blackwell, S. ?
2. ↑  Vgl. Thomaß, Barbara (2007): Mediensysteme im internationalen Vergleich. Konstanz: UVK, S. 18
3. ↑  Vgl. Thomaß, Barbara (2007): Mediensysteme im internationalen Vergleich. Konstanz: UVK, S. 23
4. ↑  Vgl. Blum, Roger (2005): Bausteine zu einer Theorie der Mediensysteme. In: Medienwissenschaften Schweiz 2, S. 5
5. ↑  Vgl. Siebert, Fred S./Peterson, Theodore/Schram, Wilbour (1963) [1956]: Four Theories of the Press. Illinois: University of Illinois Press, S. 2
6. ↑  Vgl. Weischenberg, Siegfried (2004): Journalistik: Mediensysteme, Medienethik, Medieninstitutionen. Wiesbaden: Verlag für Sozialwissenschaften, S. 86.
7. 1 2  Vgl. Weischenberg, Siegfried (2004): Journalistik: Mediensysteme, Medienethik, Medieninstitutionen. Wiesbaden: Verlag für Sozialwissenschaften, S. 93f.
8. ↑  Vgl. Wiio, Osmo (1983): The Mass Media Role in the Western World. In: Martin, L. John (Hrsg.): Comparative Mass Media Systems. White Plains: Longman, S. 85–94
9. ↑  Siegfried Weischenberg: Mediensysteme, Medienethik, Medieninstitutionen Westdeutscher Verlag, 1992, S. 97
10. ↑  J. Herbert Altschull: Agents of Power. The Role of the News Media in Human Affairs. Longman, 1984
11. ↑  Roger Blum: Lautsprecher & Widersprecher. Ein Ansatz zum Vergleich der Mediensysteme Halem, 2014, S. 39
12. 1 2  Florian Meißner: Kulturen der Katastrophenberichterstattung 1. Auflage. Springer VS, S. 17–18, doi:10.1007/978-3-658-26127-6.
13. ↑  Vgl. Blum, Roger (2005): Bausteine zu einer Theorie der Mediensysteme. In: Medienwissenschaften Schweiz 2, S. 9.
14. ↑  Jennifer Ostini & Anthony Y. H. Fung: Beyond the Four Theories of the Press. A New Model of National Media Systems Mass Communication & Society, 2002, S. 41–56
15. ↑  Afonso de Albuquerque: Media/politics connections: beyond political parallelism. Media, Culture & Society, 2013, S. 742–758
16. ↑  Vgl. Hallin, Daniel C./Mancini, Paolo (2005): Comparing Media Systems. In Curren, James/Gurevitch, Michael (Hrsg.): Mass Media and Society. London: Hodder Arnold, S. 220.
17. ↑  Vgl. Hallin, Daniel C./Mancini, Paolo (2004): Comparing Media Systems: Three models of media and politics. New York: Cambridge Univ. Press. S. 87.
18. ↑  Vgl. Blum, Roger (2005): Bausteine zu einer Theorie der Mediensysteme. In: Medienwissenschaften Schweiz 2, S. 7.
19. ↑  J. Yin: Beyond the Four Theories of the Press: A New Model for the Asian & the World Press. Journalism & Communication Monographs, 10 (Frühjahrsausgabe), 2008, S. 3–62
20. ↑   Florian Meißner: Kulturen der Katastrophenberichterstattung 1. Auflage. Springer VS, S. 20–21, doi:10.1007/978-3-658-26127-6.